# Грейсмит, Роберт
Роберт Грэйсмит (англ. Robert Graysmith, род. 17 сентября 1942) — американский криминальный писатель, получивший широкую известность после первой же книги своей библиографии о серийном убийце Зодиаке; бывший художник-карикатурист.

## Биография
В 1969 году, когда широкий резонанс стало получать дело о серийном убийце Зодиаке, Грэйсмит работал в San Francisco Chronicle карикатуристом в политической тематике. Сам Зодиак активно слал свои письма в эту газету, иногда требуя напечатать их фрагменты (порой неизвестного содержания) в очередном тираже под угрозой убийств. По собственной инициативе с большим энтузиазмом Грэйсмит пытался расшифровать письма, написанные убийцей. В течение последующих 13 лет он стал одержим этим делом, а также выяснением личности преступника, и по итогу своей работы наконец вышел на своего главного подозреваемого — Артура Ли Аллена. Второй брак Грэйсмита закончился разводом, что он связывает непосредственно со своим глубоким интересом к делу Зодиака. Об этом деле Грэйсмит написал две книги. Со временем он отказался от прежней карьеры, хотя в качестве карикатуриста был номинирован на Пулитцеровскую премию.
Грэйсмит написал ещё пять книг о громких преступлениях, одна из которых в 2002 году стала основой для фильма «Autofocus».
Триллер «Зодиак» 2007 года режиссёра Дэвида Финчера также частично основан на книге Грэйсмита (роль самого писателя в ней исполнил актёр Джейк Джилленхол).
В настоящее время Грэйсмит живёт в Сан-Франциско.